# Pont d'Aël
Pont d'Aël je rimski akvadukt, ki se nahaja v vasi z istim imenom v občini Aymavilles v dolini Aoste, severna Italija. Zgrajen je bil v letu 3. pr. n. št. za namakanje in oskrbo z vodo za novoustanovljeno kolonijo Augusta Praetoria, ki je danes znana kot Aosta. Voda je bila usmerjena skozi sosednje doline 66 m nad tlemi doline Aoste z zapletenim sistemom. Vodovod je bil v celoti dolg 6 km. Poleg nenavadnega položaja ima konstrukcija, za katero so prvotno mislili, da je tri-nadstropna zgradba, edinstvene lastnosti, kot je kontrolni hodnik pod nivojem vode, kot tudi eksplicitno zasebno financiranje. Danes vodni kanal akvadukta služi kot javna peš pot.
Poleg Pont d'Aël sta v dolini Aoste še vedno nedotaknjena dva druga rimska mostova: Pont-Saint-Martin v mestu z istim imenom in Pont de Pierre v Aosti.

## Raziskovanje in vloga
Most prečka potok Grand Eyvia pri Pont d'Aël poleg vhoda v dolino Cogne, 8 km zahodno od Aoste. Pingone ga je prvi opisal, skupaj s skico leta 1550. Dodatne ilustracije je prispeval baron de Malzen, leta 1826 in Aubert leta 1860, ki so že pokazale gradnjo v sedanji obliki. Barocelli je dodal meritve iz leta 1864, po izkopavanjih na vzhodnem robu mostu leta 1930.
Popoln pregled in dokumentacijo je prvič izdelal Mathias Döring leta 1996. Ugotovljeno je bilo, da se je most uporabljal za prevoz železove rude, kot so prvotno mislili, vendar je pripadal rastoči kolonije Augusta Praetoria Salassorum (sodobni Aosti), ki ga je uporabljala kot namakalni cevovod za kmetijska zemljišča in pranje železove rude v Cogne. Ideja, da je bil za oskrbo z vodo za Augusta Praetoria je bila izključena, ker se je samo mesto napajalo iz bližnje reke Buthier. Kljub temu so lahko uporabili to vodo, poleg njene glavne gospodarske funkcije, za zadovoljevanje lokalnih potreb po pitni vodi.

## Namakalna linija
En konec 6 km dolgega vovovoda se je odprl na kmetiji veliki 200 hektarjev, ki se je nahajala v zahodnem delu Aoste, 50 do 150 m nad glavno reko Dora Baltea in uporabljal padec v sosednjo dolino. Na poti se je voda preusmeri za pranje rude, verjetno se je nahajala v bližini vasi Aymavilles. Tehnične težave pri polaganju vodovoda vzdolž skal v dolini Cogne so reševali rimski inženirji s pomočjo gravitacije. Voda iz Velikega Eyvia je bila preusmerjena 2.9 km nad Pont d'Aël, nato usmerjena navzdol na strma pobočja v dolino Cogne v odprtih kanalih s povprečnim naklonom 6,6 promila. Predori ali kanati so bili oblikovani v trdi skali. 1,20 m široka linija se je znižala kot pol galerija v skalnato pobočje tako, da je bil zgrajen parapet, do 3 m visok, in se končal v živi skali na strani doline. Prednost te metode je, v nasprotju z običajnim postopkom gradnje predorov, da bi predorska dela začeli pri poljubnem številu mest, ker so bila zlahka vidna. To je pomenilo velik prihranek pri času gradnje. Takšne pol galerije v rimski tehnike je mogoče najti le redko, posebej v grobem terenu, kot je vodovodna linija Side v Turčiji.
Na bolj položnih območjih so se odločili za 2-4 m široko teraso, po kateri je vodovod tekel kot kanal iz pravokotnih opek pokrit s ploščicami. Vodovod je prehajal 2,25 km po klancu navzdol,  nato 0,6 km navzdol po skalnati poti do Pont d'Aël. Drugega vodovoda pod mostom ni bilo mogoče preiskati zaradi konstrukcije in kmetijske rabe; končna točka se morebiti nahaja v omenjenem namakalnem območju, ki je danes znano kot vas Aymavilles.

## Konstrukcija
60,46 m dolg in 2,26 m širok most je edini možen prehod čez 4 km dolgo in do 150 m globoko sotesko Velikega Eyvia. Njegov edini lok se razteza čez sotesko, ki je tu globoka samo 12 m, vendar široka 66 m, ima razpon 14,24 m. Mostni lok ima en sklepnik. Na spodnjem nadstropju mostu, ki je bil nekoč verjetno trinadstropen, je 50,35 m dolg hodnik, ki je v antiki služil za preverjanje nivoja vode v vodovodu. Na obeh straneh tega 3,88 metra visokega kontrolnega hodnika obstajata dve vrsti oken, ki so osvetljevala tla in strop tako, da bi vzdrževalec mostu hitro prepoznal iztekanje vode, ki bi lahko poškodovalo kamen zaradi zmrzali. Döring je dokazal nedvoumen obstoj antičnega vodovoda, kjer poteka danes pot, na podlagi višine in poteka ohranjenih ostankov zidov, kot tudi kasnejšega predora zahodno od mostu. Bil je 1,90 m visok in 1,0 m širok. V tistem času je bila v tretjem nadstropju morda odprta pešpot, in s tem bi bila zgradba skupaj visoka 22,15 m

## Napis na mostu
Velik napis na severni strani mostu daje podrobne informacije o graditelju.  Tako je v letu 3 pr. n. št. Gaius Avillius Caimus iz Padove, eden od zakupnikov bližnjih rudnikov, financiral gradnjo iz lastnih sredstev. 
IMP CAESARE AVGVSTO XIII COS DESIG
C AVILLIVS C F CAIMVS PATAVINVS
PRIVATVM
celotno:
Imperatore Caesare Augusto XIII consule designato
Gaius Avillius Gaii filius Caimus Patavinus
privatum